# Pflegschloss Floß

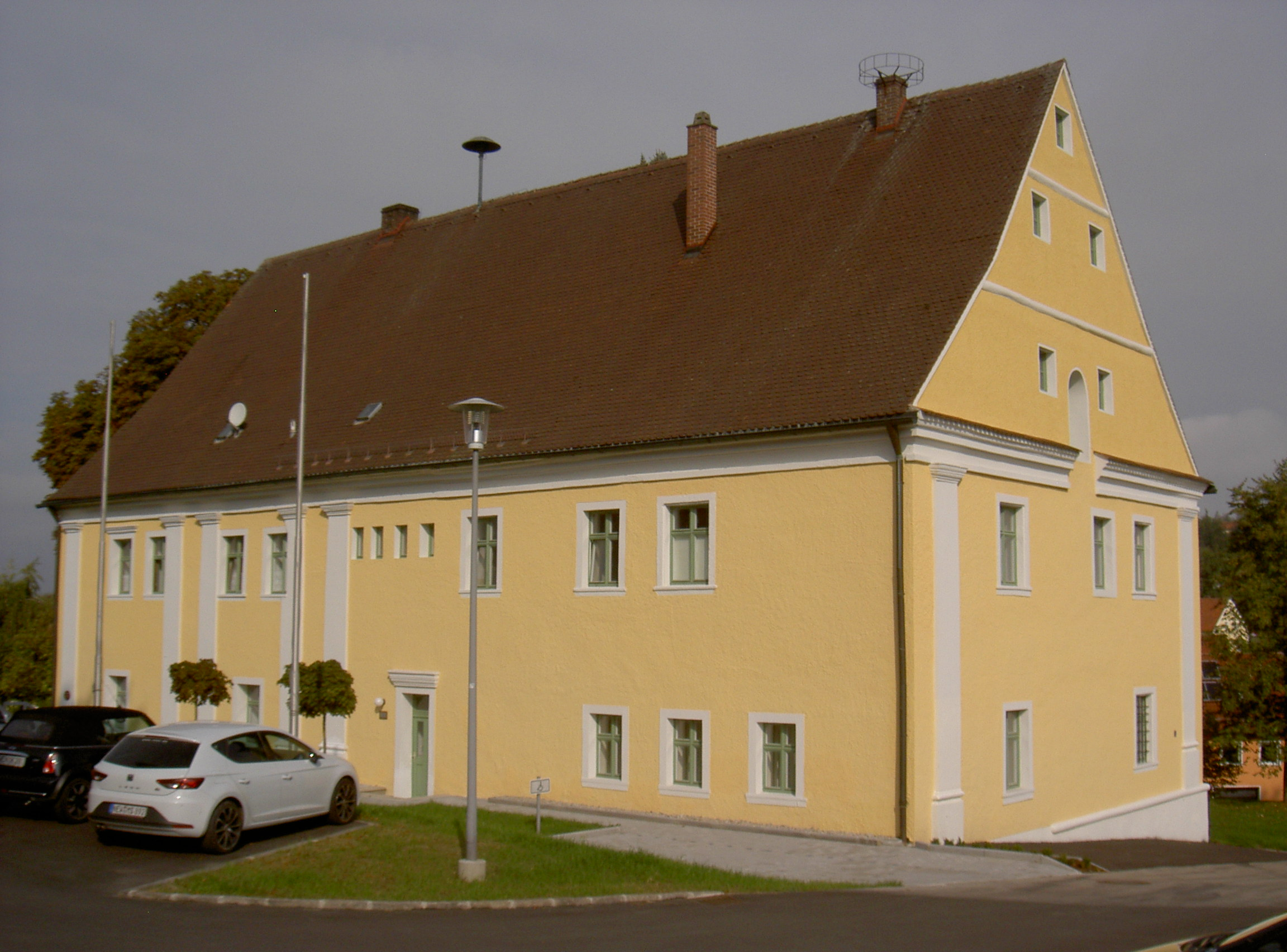
Pflegschloss Floß

Das Pflegschloss Floß befindet sich in Floß, einem Markt im oberpfälzischen Landkreis Neustadt an der Waldnaab (Rathausplatz 1). Das Schloss wurde im 17. Jahrhundert unter der Herzögen von Pfalz-Sulzbach in Floß errichtet. Eigentlich war es als Nebenresidenz der Herzöge geplant, wurde aber als Sitz des Pflegers von Floß, als Zehentkasten und als Forstamtswohnung verwendet. Im 20. Jahrhundert war hier das Rathaus der Stadt Floß untergebracht. Die Anlage ist unter der Aktennummer D-3-74-121-55 als denkmalgeschütztes Baudenkmal von Floß verzeichnet.

## Geschichte
Das Pflegschloss wurde von 1671 bis 1673 von Baumeister Giovanni Rampino von Bärnau für den Pfalzgrafen Christian August von Sulzbach als „fürstliches Neugebäu“ erbaut. Zur Finanzierung wurde der Kauferlös aus dem Verkauf der „Mayerey Münchshof“ verwendet. Der Hofkammerrat der pfälzischen Regierung zu Sulzbach, Johann Heinrich Seyfried, war der Regierungsbeauftragte für den Bau. Der Neubau ist auf dem sogenannten Brunnquell errichtet worden. Wenn der Pfalzgraf kommt, um den Bau zu besichtigen, muss er Bier und Brot für die Arbeiter zahlen. 1719 wird Scharwerk angeordnet, um rund um das Pflegschloss einen Palisadenzaun zu errichten, da es ziemlich außerhalb des Marktes stand. 1729 ist erneut von der „Verpallisadierung“ des fürstlichen Gebäudes zu Floß die Rede. Statt der Palisaden wurde 1758/59 eine Mauer errichtet, die aber 1773 schon  wieder brüchig und erneuerungsbedürftig war.
Das Neugebäu fand nicht die Verwendung, für die es ursprünglich gedacht war, nämlich als Außensitz des Herzogs von Sulzbach. 1780/82 wird von der pachtweisen Überlassung des „höchstherrschaftlichen Kastenhauses“ an Carl Joseph Gemmingen von Maßenbach zu Altenstadt gesprochen. Im „Neugebäu“ war damals im Dachgeschoss der „getrydt kasten“. Herr von Gemmingen sollte sich nicht in die Flosssche Forstamtsrechnung einmischen und auch den churfürstlichen Beamten „Titl. von Hözendorff auf keinigerley weise bekränken“. Allerdings kam es wegen eines hölzernen Nebengebäudes zu Unstimmigkeiten, Jacob Franz von Hözendorff hatte hier eine Saliterpflanzung untergebracht und der von Gemmingen wollte hier seine Gerätschaften unterbringen. Wie der Streit ausging, ist nicht berichtet, aber bei einer Bestandsaufnahme vom 11. August 1784 wird hier die Forstamtswohnung mit einem Getreidekasten genannt; zu dieser gehörten ein Viehhaus, eine hölzerne Remise, ein Bierkeller, ein Erdäpfelgewölb und eine alte Salpeterpflanzung, „welche aber fast ganz eingehet“. Von 1789 bis 1791 wird am neuen Pflegschloss ein Anbau errichtet, Pfleger war weiterhin Franz von Hözendorf.
Durch die Verordnung vom 24. März 1802 ging Floß alle seine Ämter verlustig und 1803 endete die Zeit, dass hier der Sitz des Pflegamtes Floß war. 1807 gelangte das Gebäude an zwei Schutzjuden und von diesen an den Gastwirt Schopper. Von dessen Erben kam es 1859 an die Marktgemeinde Floß. Von 1922/23 bis 1974 war hier das Rathaus der Stadt Floß untergebracht.

## Gebäude
Das zweigeschossige Haus besitzt ein hohes Satteldach. Der Baukörper ist mit einer kolossaler Pilastergliederung geschmückt.

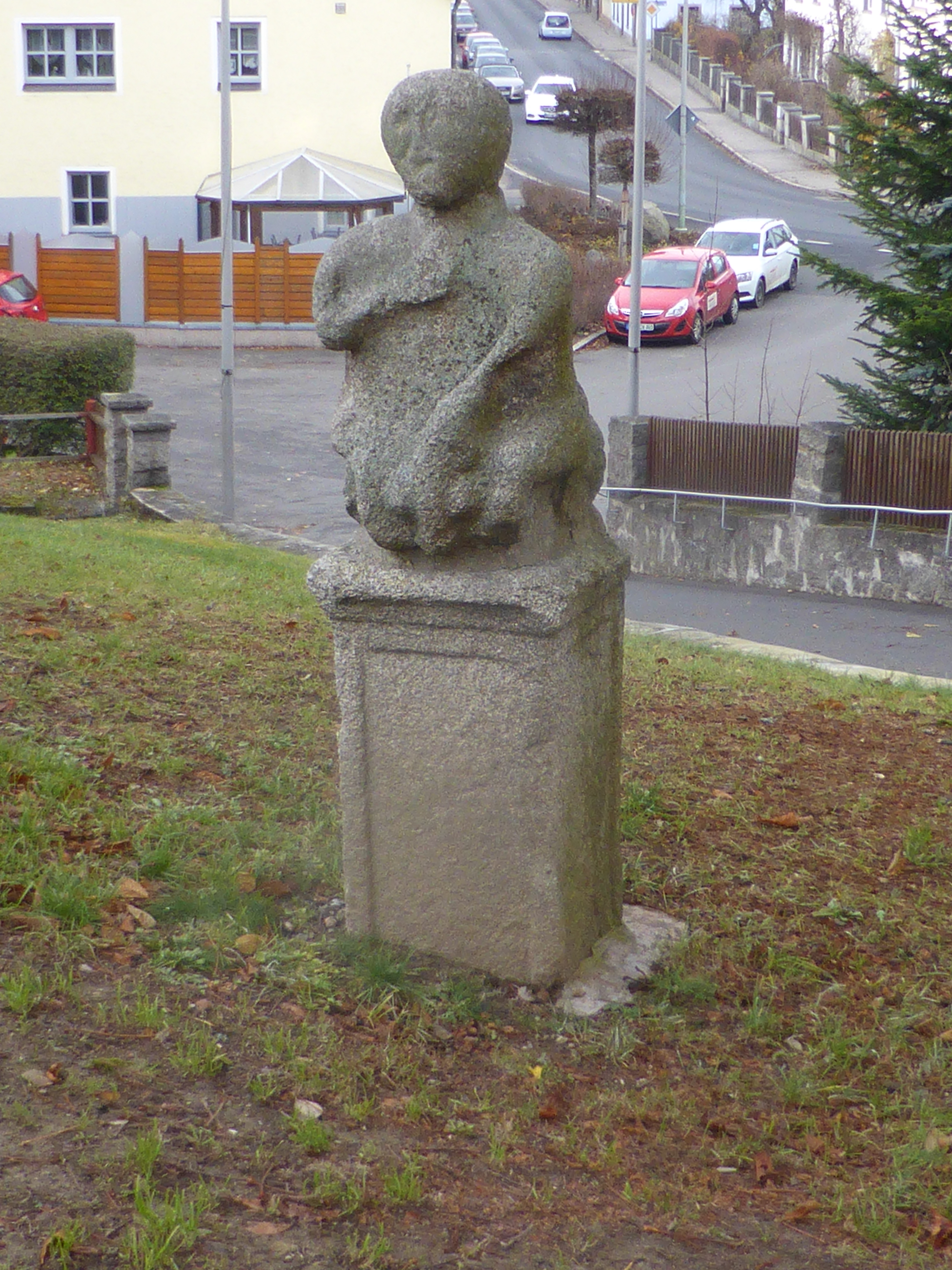
„Baumännchen“ beim Pflegschloss in Floß

Bei dem Haus befindet sich die Granitfigur eines sitzenden Mannes, das sogenannte Bäumannchen (im Volksmund s‘ Baimannl); es ist eine gnomenhafte Figur mit überlangen Armen, wobei die rechte Hand als Demutsgeste am Herzen liegt. Es stammt vermutlich aus romanischer Zeit. Früher stand es auf der Umfassungsmauer des Pflegschlosses, 1975 bekam es einen Standplatz am Fußgängeraufgang zwischen dem Pflegschloss und dem Rathaus.